# 安平县 (秦朝)
安平县，秦朝时设置的县。
秦王政二十五年（前222年）时期设置，隶属于九江郡，安平县治平都，在今江西省安福县竹江乡洋口、城田一带:15。西汉初元元年（前48年），该地被置为侯国，治所在今江西省安福县东南六十里洋口、城田一带。新朝始建国元年（9年），安平县改为安宁县。东汉永元八年（96年），该地改名为平都县。